# Jirnsum
Jirnsum (en néerlandais : Irnsum) est un village de la commune néerlandaise de Leeuwarden, dans la province de Frise.

## Géographie
Le village est situé à 12 km au sud de Leeuwarden, près de Grou.

## Histoire
Jirnsum fait partie de la commune de Rauwerderhem avant 1984, puis de Littenseradiel avant le 1er janvier 2018, où celle-ci est supprimée. Depuis cette date, Jirnsum appartient à Leeuwarden.

## Démographie
Le 1er janvier 2018, le village comptait 1 365 habitants.